# 江橋英次郎
江橋 英次郎（えはし えいじろう、1885年（明治18年）9月21日 - 1963年（昭和38年）1月7日）は、日本の陸軍軍人。最終階級は陸軍中将。

## 経歴
茨城県出身。東京陸軍地方幼年学校、中央幼年学校を経て、1905年（明治38年）3月、陸軍士官学校（17期）を卒業。同年4月、歩兵少尉に任官し歩兵第15連隊付となる。1912年（大正元年）11月、陸軍大学校（24期）を卒業した。
1913年（大正2年）6月、教育総監部付勤務となり、歩兵第28旅団副官を経て、1915年（大正4年）8月、歩兵大尉に昇進し歩兵第15連隊中隊長に就任。1916年（大正5年）1月、第12師団参謀となり、教育総監部課員、教育総監部付、陸軍航空部員参謀を務め、1925年（大正14年）3月、歩兵中佐に進んだ。同年5月、兵科を航空兵に転科し航空兵中佐となり陸軍航空本部員に就任。1926年（大正15年）1月、フランスに出張し、1927年（昭和2年）8月に帰国。1928年（昭和3年）8月、航空兵大佐に進み飛行第6連隊長に就任。下志津陸軍飛行学校教育部長を経て、1932年（昭和7年）2月、上海派遣軍航空部長に充用され第一次上海事変に出動し、同年5月に帰国した。
1933年（昭和8年）8月、陸軍少将に進み下志津飛行学校幹事に就任。以後、航空本部補給部長、第1飛行団長、所沢陸軍飛行学校長を務め、 1937年（昭和12年）3月、陸軍中将に進んだ。熊谷陸軍飛行学校長を経て、1938年（昭和13年）12月、航空兵団司令官に発令され、満州の防空を担った。1939年（昭和14年）12月、参謀本部付となり、同月予備役に編入された。
1947年（昭和22年）11月28日、公職追放仮指定を受けた。